# 112 f.Kr.

## Händelser

### Efter plats

#### Romerska republiken
- Farnadjom blir kung av Iberien.

#### Numidien
- Jugurtha blir kung av Numidien och förklarar krig mot Rom, vilket varar till 105 f.Kr.

#### Asien
- Den asiatiska sidenvägen öppnas.